# 学校法人本山学園
学校法人本山学園（がっこうほうじんもとやまがくえん）とは、岡山県岡山市に所在する学校法人。

## 概要
岡山市内に医療に関する専門職大学と食品と医療に関する2つの専門学校を設置している。
建学の精神として「豊かな人間性と創造力を養う」「自主の精神を養う」「国際的視野を養う」を掲げている。

## 沿革
- 1968年10月 - 西日本調理師学校を開校。
- 1981年3月 - 西日本調理師専門学校に改称。
- 1985年4月 - 学校法人厚徳栄養総合学園を設立。
- 1992年4月 - 岡山健康医療技術専門学校を開校。
- 2002年4月 - 学校法人本山学園に改称。西日本調理製菓専門学校および岡山医療技術専門学校に改称。
- 2007年4月 - カフェ“Happy×Happy”開業。
- 2009年4月 - インターナショナル岡山歯科衛生専門学校を開校。
- 2010年8月 - 通所介護施設あいざたっち開所。
- 2020年4月 - 岡山医療専門職大学健康科学部を開学。
- 2023年3月 - 岡山医療技術専門学校を廃止。

## 設置校および施設
- 岡山医療専門職大学
  - 健康科学部　理学療法学科（共学）
  - 健康科学部　作業療法学科（共学）
- 西日本調理製菓専門学校
  - 総合調理福祉専攻科（2年制・共学）
  - 調理師科（1年制・共学）
  - パティシエ・ブランジェ科（2年制・共学）
  - スイーツ科（1年制・共学）
  - Wライセンスコース（2年制・共学）
- インターナショナル岡山歯科衛生専門学校
  - 歯科衛生学科（3年制・共学）
- カフェ“Happy×Happy” - 西日本調理製菓専門学校の学生が経営する

### 旧設置校および施設
- 岡山医療技術専門学校 - 2023年に閉校
  - 理学療法学科（3年制・共学）
  - 作業療法学科（3年制・共学）
  - 医療事務学科（1年制・共学）
- 通所介護施設あいざたっち - 2017年に閉所[2]

## 所在地
- 岡山県岡山市北区大供3-2-18

## 交通アクセス
- JR岡山駅（東口）より徒歩10分